# Popol Vuh
Il Popol Vuh ("Libro della comunità"; Popol Wuj nella moderna trascrizione Quiché) è una raccolta di miti e leggende dei vari gruppi etnici che abitarono la terra Quiché (K'iche'), uno dei regni maya in Guatemala.

## Descrizione
Il libro inizia con il mito della creazione maya seguito dalle storie dei due eroi gemelli Hunahpu (Junajpu) e Xbalanque (Xb'alanke), figure salienti della mitologia maya.
Le loro avventure iniziano con la loro nascita, e terminano con la loro ascensione al sole e alla luna. 
Il libro prosegue con i dettagli della fondazione e della storia del regno Quiché di Q'umarkaj, in cui si cerca di mostrare come il potere della famiglia reale provenga dagli dèi.
Questo è l'inizio del mito della creazione, riportato secondo la compitazione moderna:
(Anonimo, Popol Vuh, versetti 1-19.)

## Storia del libro
Il manoscritto del Popol Vuh più conosciuto e completo è scritto nel dialetto maya Quiché. Dopo la conquista spagnola del Guatemala, l'uso della scrittura maya fu proibito e fu introdotto l'alfabeto latino. Comunque alcuni sacerdoti e funzionari maya continuarono illegalmente a copiare il testo, usando però i caratteri latini.
Una di queste copie fu scoperta circa nel 1702 da un sacerdote di nome Francisco Ximénez nella cittadina del Guatemala di Santo Tomás Chichicastenango: invece di bruciarla padre Ximénez ne fece una copia aggiungendovi una traduzione in lingua castigliana.
Questa copia tornò alla luce in un dimenticato angolo della biblioteca dell'Università di San Carlos a Città del Guatemala, dove fu riscoperta dall'abate Brasseur de Bourbourg e da Carl Scherzer nel 1854.
Essi pubblicarono, pochi anni dopo, la traduzione del testo in francese e inglese, la prima delle molte traduzioni in cui il Popol Vuh è stato stampato da allora.
Il testo del manoscritto Ximénez contiene quelli che alcuni studiosi consideravano errori alla luce dell'esatta traslitterazione di un precedente testo pittografico, una prova che il Popol Vuh è basato su una copia di un testo molto precedente. Vi furono sicuramente aggiunte e modifiche al testo durante la colonizzazione spagnola in quanto i governatori spagnoli del Guatemala sono menzionati come successori degli antichi governanti maya.
Il manoscritto è ora conservato nella biblioteca Newberry a Chicago, Illinois.

## Altre fonti
Le ceramiche funerarie maya spesso contengono sezioni del testo pittografico del Popol Vuh e illustrazioni delle scene delle leggende. Alcune storie del Popol Vuh continuano tuttora ad essere raccontate dai maya moderni come leggende popolari; altre storie registrate dagli antropologi nel XX secolo contengono porzioni degli antichi racconti più dettagliate del manoscritto Ximénez.